# Дудченко Микола Андрійович
Дудченко Микола Андрійович (нар.21 червня 1941) — український учений-економіст. Доктор економічних наук, професор. Академік АН ВШ України з 2009 р.

## Біографія
Народився у смт Недригайлів Недригайлівського району, Сумської обл.
У 1969 р. закінчив економічний факультет Київського університету.

## Наукова діяльність
У 1969—1976 рр. працював аспірантом, молодшим науковим співробітником, вченим секретарем Наукової ради Інституту економіки АН УРСР.
З 1991 по 1992 р. — декан факультету підвищення кваліфікації керівних кадрів при Міністерстві економіки України.
В 1992 р. перейшов з Інституту політології та соціального управління професором в Київський університет на кафедру світового господарства і міжнародних економічних відносин ІМВ. Читав курси з міжнародної економіки, економіки західноєвропейських країн, логістики, фірми в світовому господарстві, міжнародної економічної інтеграції в Київському національному університеті ім. Т. Шевченка та ін. вищих навчальних закладах. Проходив стажування в наукових установах Німеччини, Бельгії, Франції.
У 1996 р. створив кафедру міжнародної економіки в Українській академії зовнішньої торгівлі.
Протягом 2006—2007 рр. — ректор Київського гуманітарного інституту. Захистив кандидатську дисертацію «Науково-технічна революція і розвиток відносин безпосереднього виробництва при соціалізмі» (1975), докторську дисертацію «Характер і тенденції розвитку виробництва в умовах сучасного етапу НТР» (1991). З 1995 р. — професор.

## Наукові праці
Автор понад 200 наук праць. Зокрема, Общественное производство: структура и факторы развития. К., 1991; Міжнародна економічна інтеграція. — К., 2001; Экология и экономика (у співавторстві); К., 1981; Управлінське консультування, — К., ВЦ ДУІКТ, 2008 р.; Особенности воспроизводства капитала в современных условиях. — К., 1979; Методическое пособие по созданию различных форм малых предприятий. — К., 1992.

## Науково-педагогічна діяльність
Підготував 15 кандидатів та 1 доктора наук.

## Науково-редакційна діяльність
Член редколегій наукових збірників в ІМВ, Української академії зовнішньої торгівлі, ІСЕ та МВ НАН України та ін. Член Ліцензійної комісії з менеджменту МОНУ (з 1995); член ВАК (1997—2001), член ДАК МОН України з менеджменту та торгівлі (з 2003). Впродовж десятиліть був членом Товариства «Знання» України. З 2008 р. — голова Спеціалізованої Вченої ради із захисту кандидатських та докторських дисертацій (організація та управління підприємствами (за видами економічної діяльності).

## Відзнаки
- Відмінник освіти України (1999).